# Torneo de Río de Janeiro de 2015
El Rio Open 2015 fue un evento de tenis ATP World Tour de la serie 500, y de la serie WTA International de la Women's Tennis Association, que se disputó en Río de Janeiro (Brasil) entre el 16 y 22 de febrero de 2015.

## Cabezas de serie

### Individual Masculino
| Tenista          | Ranking | Preclasificado |
| Rafael Nadal     | 3       | 1              |
| David Ferrer     | 9       | 2              |
| Tommy Robredo    | 17      | 3              |
| Fabio Fognini    | 26      | 4              |
| Leonardo Mayer   | 30      | 5              |
| Pablo Cuevas     | 32      | 6              |
| Santiago Giraldo | 42      | 7              |
| Martin Kližan    | 38      | 8              |

- Ranking del 9 de febrero de 2015

### Dobles Masculino
| Tenista                           | Ranking | Preclasificado |
| Marcel Granollers Marc López      | 19      | 1              |
| Alexander Peya Bruno Soares       | 22      | 2              |
| Juan Sebastián Cabal Robert Farah | 42      | 3              |
| Julian Knowle Marcelo Melo        | 48      | 4              |

### Individual Femenino
| Tenista            | Ranking | Preclasificada |
| Sara Errani        | 13      | 1              |
| Irina-Camelia Begu | 34      | 2              |
| Roberta Vinci      | 48      | 3              |
| Madison Brengle    | 46      | 4              |
| Johanna Larsson    | 71      | 5              |
| Anna Schmiedlová   | 75      | 6              |
| Polona Hercog      | 76      | 7              |
| Chanelle Scheepers | 83      | 8              |

- Ranking del 9 de febrero de 2015

### Dobles Femenino
| Tenista                           | Ranking | Preclasificada |
| Irina-Camelia Begu María Irigoyen | 135     | 1              |
| Chan Chin-wei Raluca Olaru        | 141     | 2              |
| Jocelyn Rae Anna Smith            | 192     | 3              |
| Florencia Molinero Stephanie Vogt | 216     | 4              |

## Campeones

### Individuales masculino
David Ferrer venció a  Fabio Fognini por 6-2, 6-3

### Individuales femenino
Sara Errani venció a  Anna Schmiedlová por 7-6(2), 6-1

### Dobles masculino
Martin Kližan /  Philipp Oswald vencieron a  Pablo Andújar /  Oliver Marach por 7-6(3), 6-4

### Dobles femenino
Ysaline Bonaventure /  Rebecca Peterson vencieron a  Irina-Camelia Begu /  María Irigoyen por 3-0, ret.